# Bos en Lommer
Bos en Lommer est l'un des quinze anciens arrondissements de la ville d'Amsterdam, aux Pays-Bas. Depuis 2010, il est dissous dans le nouvel arrondissent d'Amsterdam-West, avec les quartiers d'Oud-West (« Vieil Ouest »), De Baarsjes et Westerpark. 